# دیمین بریدونو
دیمین بریدونو (انگلیسی: Damien Bridonneau؛ زادهٔ ۱۹ آوریل ۱۹۷۵) بازیکن فوتبال اهل فرانسه است که در پست مدافع برای تیم فوتبال ونس بازی می‌کند.
از باشگاه‌هایی که در آن بازی کرده‌است می‌توان به باشگاه فوتبال سن-اتین، باشگاه فوتبال گنگام، باشگاه فوتبال باستیا، و باشگاه فوتبال لو مان اشاره کرد.